# Sylvia Gehnböck
Sylvia Gehnböck (* 20. Mai 1979 in Wels) ist eine ehemalige österreichische Radrennfahrerin und Triathletin. Sie ist zweifache Vizestaatsmeisterin auf der Kurzdistanz (2014, 2017) sowie Staatsmeisterin auf der Triathlon-Mitteldistanz (2019).

## Werdegang

### Triathlon
Im Juni 2013 wurde Sylvia Gehnböck Dritte bei der Triathlon-Europameisterschaft auf der olympischen Kurzdistanz in der Altersklasse 30–34.
Sylvia Gehnböck wurde 2014 Vizestaatsmeisterin im Triathlon über die olympische Distanz. Im Juli 2015 wurde sie in Genf Triathlon-Europameisterin in der Altersklasse 35–39.
2017 wurde die 38-jährige Niederösterreicherin zum zweiten Mal Vizestaatsmeisterin auf der Kurzdistanz (1,5 km Schwimmen, 40 km Radfahren und 10 km Laufen) und im September landete sie auf dem dritten Rang bei der Erstaustragung des Ironman 70.3 Cascais.
2018 konnte sie sich für einen Start bei den Ironman 70.3 World Championships in Port Elizabeth qualifizieren.
Im August 2019 wurde sie beim Trans Vorarlberg Triathlon Triathlon-Staatsmeisterin auf der Mitteldistanz.
Den „Triatlon Cabo de Gata Nijar“ in San Jose/Almeria konnte sie insgesamt fünf Mal gewinnen (2014, 2015, 2016, 2017, sowie 2019.)
Durch den Mitteldistanz-Staatsmeistertitel 2019 beim Trans Vorarlberg Triathlon wurde sie für die Saison 2020 erneut in den österreichischen Langdistanz Nationalkader Triathlon aufgenommen, dem sie bereits 2018 angehörte.
Seit 2019 tritt sie nicht mehr international in Erscheinung.
| Datum/Jahr    | Rang | Wettbewerb                                           | Austragungsort        | Zeit     | Bemerkung |
| ------------- | ---- | ---------------------------------------------------- | --------------------- | -------- | --- |
| 25. Aug. 2019 | 1    | ÖTRV Staatsmeisterschaft Triathlon Mitteldistanz     | Bregenz               | 04:25:19 | Triathlon-Staatsmeisterin beim Trans Vorarlberg Triathlon                                                        |
| 14. Juli 2019 | 1    | Gmunden Triathlon                                    | Gmunden               |          | im Salzkammergut (750 m Schwimmen, 25 km Radfahren und 5 km Laufen)                                              |
| 30. Sep. 2018 | 5    | Ironman 70.3 Cascais                                 | Cascais               | 04:37:55 | |
| 17. Juni 2018 | 6    | Ironman 70.3 Luxembourg                              | Remich                | 04:35:09 | |
| 3. Sep. 2017  | 3    | Ironman 70.3 Cascais                                 | Cascais               | 04:36:42 | bei der Erstaustragung                                                                                           |
| 16. Juli 2017 | 2    | ÖTRV Staatsmeisterschaft Triathlon Kurzdistanz       | Wallsee-Sindelburg    |          | Vizestaatsmeisterin über die olympische Distanz als Dritte beim Mostiman Triathlon                               |
| 11. Juni 2017 | 2    | Neufelder Triathlon                                  | Neufeld an der Leitha |          | Zweite auf der olympischen Distanz hinter Eva Wutti                                                              |
| 4. Sep. 2016  | 10   | ETU Middle Distance Triathlon European Championships | Walchsee              | 04:37:10 | Europameisterschaft auf der Halbdistanz mit Sieg im Rahmen der Challenge Walchsee-Kaiserwinkl                    |
| 3. Aug. 2014  | 2    | Krems Triathlon                                      | Krems                 |          | Zweite Sprinttriathlon (0,75 km Schwimmen, 20 km Radfahren und 5 km Laufen) hinter Simone Fürnkranz              |
| 19. Juli 2014 | 2    | ÖTRV Staatsmeisterschaft Triathlon Kurzdistanz       | Obertrum am See       | 02:28:16 | Vizestaatsmeisterin Triathlon über die olympische Distanz im Rahmen des Trumer Triathlon, hinter Romana Slavinec |
| 14. Juni 2013 | 3    | ETU Triathlon European Championship 30–34            | Alanya                | 02:07:53 | Triathlon-Europameisterschaft auf der olympischen Kurzdistanz                                                    |
| Juni 2013     | 3    | Neufelder Triathlon                                  | Neufeld an der Leitha |          | auf der olympischen Distanz                                                                                      |
| Juni 2013     | 2    | Neufelder Triathlon                                  | Neufeld an der Leitha |          | auf der Sprintdistanz                                                                                            |
| 7. Juli 2012  | 2    | Steeltownman                                         | Linz                  |          | Kurzdistanz |
| 2012          | 1    | Neufelder Triathlon                                  | Neufeld an der Leitha |          | auf der olympischen Distanz                                                                                      |
| 9. Juli 2011  | 2    | Steeltownman                                         | Linz                  |          | Kurzdistanz |
| Juni 2011     | 1    | Neufelder Triathlon                                  | Neufeld an der Leitha |          | auf der olympischen Distanz                                                                                      |
| Juni 2011     | 2    | Neufelder Triathlon                                  | Neufeld an der Leitha |          | auf der olympischen Distanz                                                                                      |

(DNF – Did Not Finish)

### Radsport
Bei den Österreichischen Meisterschaften im Einzelzeitfahren wurde sie im Juni 2018 in Wien Dritte hinter Martina Ritter und Barbara Mayer. 2018 konnte sie sich zudem für die UCI-Straßen-Weltmeisterschaften (22. bis zum 30. September 2018) in Innsbruck qualifizieren.
| Datum/Jahr    | Rang | Wettbewerb                                             | Austragungsort     | Zeit/Punkte | Bemerkung                             |
| ------------- | ---- | ------------------------------------------------------ | ------------------ | ----------- | ------------------------------------- |
| 5. Okt. 2019  | 4    | Österreichische Straßen-Radmeisterschaften 2019        | Mondsee            |             | Straße 140 km                         |
| 30. Juni 2019 | 3    | Österreichische Kriterium-Radmeisterschaften 2019      | Klein-Engersdorf   |             | Kriterium 33 km                       |
| 19. Mai 2019  | 8    | Österreichische Einzelzeitfahr-Radmeisterschaften 2019 | Ossiach            |             | Zeitfahren 20 km                      |
| 11. Mai 2019  | 5    | Österreichische Berg-Radmeisterschaften 2019           | Kindberg           |             | Berg 9 km                             |
| 2019          | 1    | Österreichischer ARBÖ Radsport Frauencup 2019          | Osterreich         | 860 Punkte  | CUP                                   |
| 6. Okt. 2018  | 2    | Österreichische Kriterium-Radmeisterschaften 2018      | Klein-Engersdorf   |             | Kriterium 33 km                       |
| 1. Juli 2018  | 5    | Österreichische Straßen-Radmeisterschaften 2018        | Wien, Kahlenberg   |             | Straße 100 km                         |
| 29. Juni 2018 | 3    | Österreichische Einzelzeitfahr-Radmeisterschaften 2018 | Stephanshart       |             | Zeitfahren 28 km                      |
| 12. Mai 2018  | 7    | Österreichische Berg-Radmeisterschaften 2018           | Kindberg           |             | Berg 9 km                             |
| 2018          | 1    | Österreichischer ARBÖ Radsport Frauencup 2018          | Osterreich         | 740 Punkte  | CUP                                   |
| 30. Sep. 2017 | 10   | Österreichische Kriterium-Radmeisterschaften 2017      | Klein-Engersdorf   |             | Kriterium 33 km                       |
| 19. Aug. 2017 | 8    | Österreichische Berg-Radmeisterschaften 2017           | Gaisberg           |             | Berg 9 km                             |
| 25. Juni 2017 | 7    | Österreichische Straßen-Radmeisterschaften 2017        | Grein              |             | Straße 100 km                         |
| 23. Juni 2017 | 7    | Österreichische Einzelzeitfahr-Radmeisterschaften 2017 | Grünau             |             | Zeitfahren 27,8 km                    |
| 2017          | 3    | Österreichischer ARBÖ Radsport Frauencup 2017          | Osterreich         |             | CUP                                   |
| 26. Juni 2016 | 2    | Österreichische Kriterium-Radmeisterschaften 2016      | Klein-Engersdorf   |             | österr. Vizemeisterin Kriterium 33 km |
| 26. Juni 2016 | 4    | Österreichische Straßen-Radmeisterschaften 2016        | Strasswalchen      |             | Straße 101 km                         |
| 25. Juni 2016 | 4    | Österreichische Einzelzeitfahr-Radmeisterschaften 2016 | Neumarkt/Wallersee |             | Einzelzeitfahren 19 km                |
| 7. Mai 2016   | 1    | Österreichische Berg-Radmeisterschaften 2016           | Kindberg           |             | Österr. Meisterin Berg, 9 km          |
| 2016          | 1    | Österreichischer ARBÖ Radsport Frauencup 2016          | Osterreich         | 603 Punkte  | CUP                                   |
| 25. Juni 2015 | 3    | Österreichische Einzelzeitfahr-Radmeisterschaften 2015 | Sulz               |             | Zeitfahren 26 km                      |
| 27. Juni 2014 | 6    | Österreichische Einzelzeitfahr-Radmeisterschaften 2014 | Sulz               |             | Zeitfahren 25 km                      |
| 9. Mai 2013   | 9    | Österreichische Einzelzeitfahr-Radmeisterschaften 2013 | Offenhausen        |             | Zeitfahren 22,5 km                    |
| 19. Sep. 2010 | 10   | Österreichische Einzelzeitfahr-Radmeisterschaften 2010 | Fürnitz            |             | Zeitfahren 12 km                      |
| 19. Sep. 2009 | 14   | Österreichische Einzelzeitfahr-Radmeisterschaften 2009 | Nikitsch           |             | Zeitfahren 20 km                      |
| 19. Sep. 2008 | 15   | Österreichische Einzelzeitfahr-Radmeisterschaften 2008 | Bad Tatzmannsdorf  | 0:45:11,34  | Zeitfahren 24,6 km                    |
| 28. Juni 2007 | 22   | Österreichische Einzelzeitfahr-Radmeisterschaften 2007 | Podersdorf         |             | Zeitfahren 21,5 km                    |